# Муфтий

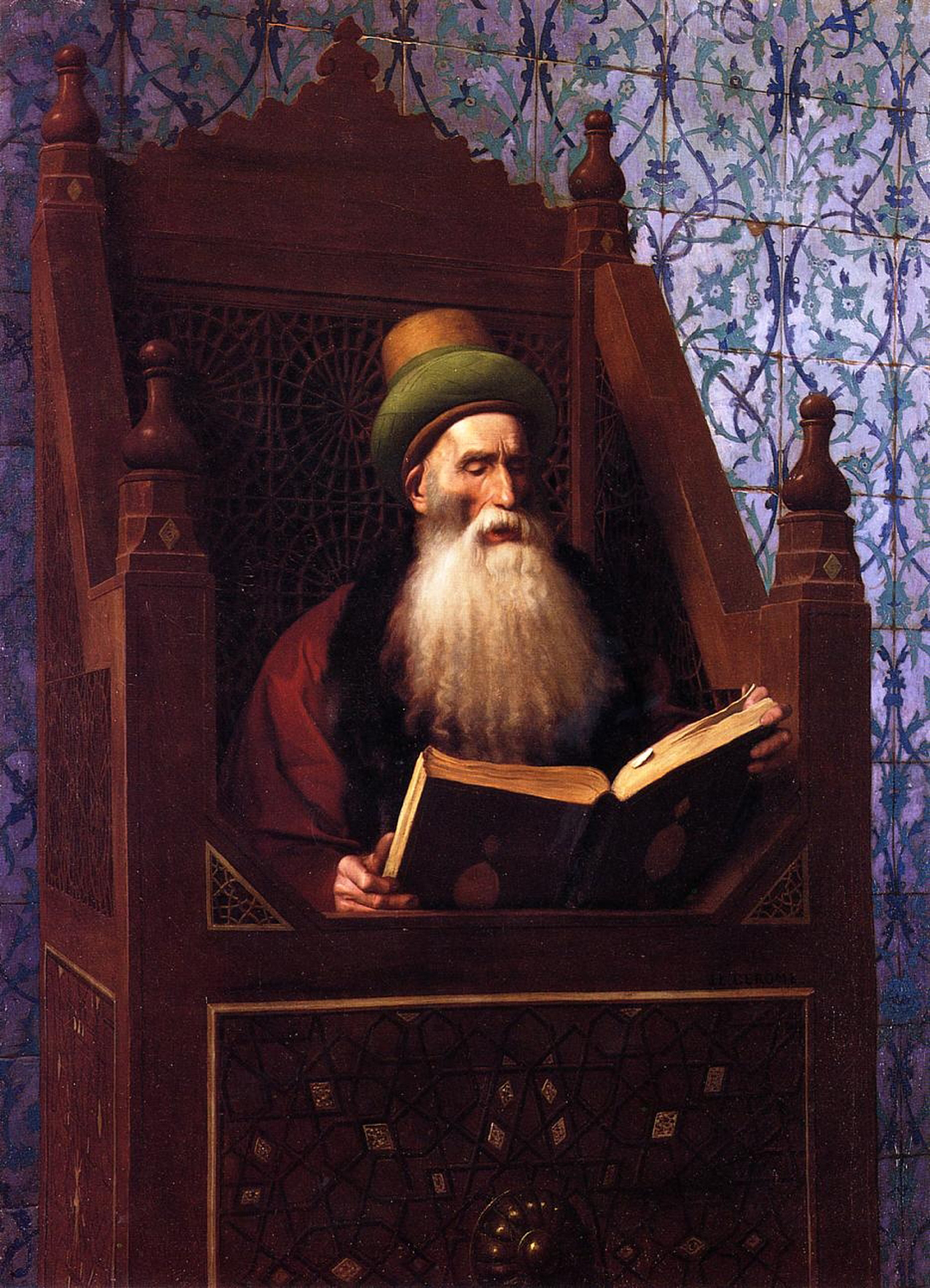

Му́фтий (араб. مفتي‎ — muftī, производное от афта — «высказывать мнение») — высшее духовное лицо у мусульман. Наделён правом выносить решения по религиозно-юридическим вопросам, давать разъяснения по применению шариата. Его решение (фетва) основывается на религиозно-юридических канонах (фикхе) распространённого в данной стране направления ислама (суннизма, шиизма и т. д.), а также школы шариата (мазхаба).

## История
Первоначально, до 1517 года, высшим духовным лицом мусульман считались халифы, а после того как с 1517 года титул халифа стали носить османские султаны, они начали назначать своих заместителей по духовным вопросам с правом издания фетв. Первым муфтием был Кемаль-паша.

### Муфтии в Российской империи

#### Оренбургскиймуфтият
Основная статья: Оренбургское магометанское духовное собрание.
В 1788 году указом Екатерины II «Об определении мулл и прочих духовных чинов магометанского закона и об учреждении в Уфе Духовного собрания для заведования всеми духовными чинами того закона в России пребывающими» было организовано Оренбургское магометанское духовное собрание (муфтият). Первым муфтием был Мухамеджан Хусаинов. В ведении Муфтия и духовного собрания находились: испытание претендентов на приходские должности в знании канонов ислама, выдача указов муллам, надзор за действиями духовенства мусульманского, строительство и ремонт мечетей, заключение мусульманских браков, имущественные споры, вакуфы, случаи неповиновения детей родителям, правильность исполнения мусульманских обрядов и ведения метрических книг приходским духовенством. В юрисдикцию оренбургского муфтията входили все губернии и области, кроме Таврической, Западных губерний и Закавказского края.

#### Таврический муфтият
В 1794 указом Екатерины II было создано магометанское духовное управление в Симферополе. В его округ входили Таврическая и Западные губернии.

### Период СССР
С 1944 по 1990 год в СССР действовало 4 региональных муфтията: Духовное управление мусульман Северного Кавказа, Духовное управление мусульман Средней Азии и Казахстана, Духовное управление мусульман Закавказья, Центральное духовное управление мусульман России.

### Современный период
В настоящее время действуют Центральное духовное управление мусульман России, Управление мусульман Кавказа.